# عاشقانه‌های کوچک
عاشقانه‌های کوچک (انگلیسی: Petty Romance; کره‌ای: 쩨쩨한 로맨스) یک فیلم کمدی رمانتیک محصول سال ۲۰۱۰ کره جنوبی با درجه سنی آر است. این فیلم یک فروش معمولی داشت و در کل ۲٬۰۴۸٬۲۹۶ تعداد بلیت فروخت. بازیگران اصلی لی سون کیون و چوی کانگ هی پیش از این در مجموعه تلویزیونی سال ۲۰۰۸ اس‌بی‌اس به نام سئول شیرین من همبازی بودند.